# Aberacija svjetlosti
Aberacija svjetlosti je u astronomiji prividna promjena položaja nebeskog tijela koje se javlja kao posljedica rotacije Zemlje oko Sunca i oko svoje osi, kombiniranog s brzinom širenja svjetlosti u medijima različitoga indeksa loma. Robert Hooke otkrio je (1674.) da se dvojna zvijezda Delta Zmaja nalazi 23″ sjevernije u srpnju nego u listopadu; Jean Picard utvrdio je (1680.) da Sjevernjača tijekom godine mijenja svoj položaj za 40″; James Bradley utvrdio je (1725.) da zvijezde za jednu godinu opišu malu kružnicu, malu elipsu ili se pomiču amo-tamo po pravcu (ovisno o položaju na nebeskoj sferi). Budući da ta aberacija ovisi o gibanju Zemlje oko Sunca, naziva se godišnjom aberacijom. Poznavanje godišnje aberacije α = 20,50″ omogućava izračunavanje brzine svjetlosti c:
{\displaystyle c={\frac {v}{\tan \alpha }}\ }
gdje je: v - brzina Zemlje na putanji oko Sunca.
Osim godišnje aberacije, postoji još: dnevna aberacija (0,32″), koja ovisi o okretanju Zemlje oko svoje osi; sekularna aberacija, koja nastaje zbog kretanja Sunčeva sustava u galaktici, i kozmička aberacija, koja je posljedica okretanja cijeloga zvjezdanog sustava. Aberacijsko vrijeme je razdoblje koje protekne dok svjetlost nekog nebeskog tijela ne prevali put do Zemlje.

## Aberacija Sunca
Prilikom promatranja sa Zemlje, Sunčeva svjetlost ili svjetlost s bilo kojeg drugog nebeskog tijela ima aberaciju. Sunčevoj svjetlosti treba oko 8,3 minuta da stigne do Zemlje. Dok svjetlost putuje, Zemlja se okreće oko Sunca, pa promatraču na Zemlji izgleda da se Sunce pomaklo. Ta prividna promjena položaja Sunca se zove aberacioni kut i iznosi oko 20 lučnih sekundi. Ova vrijednost je nazvana konstantnom aberacije. Aberacija se mijenja u toku godine između svoje najveće vrijednosti od 20,83″ (2.siječnja) do svoje najmanje vrijednosti od 20,14″ (2.srpnja). Na ovaj način Sunce se nalazi za 8,3 minuta u budućnosti, što je ujedno i vrijeme koje treba svjetlosti da stigne do naših očiju.

## Povijest
U potrazi za paralaksom zvijezda (zviježđe Zmaj), James Bradley je otkrio pomake zvijezda na nebu koji nastaju zbog gibanja Zemlje oko Sunca i zbog konačne brzine svjetlosti. Pojava se sastoji u tome što pokretni promatrač ne vidi izvor svjetlosti u smjeru u kojemu bi ga vidio kada bi bio u stanju mirovanja. Slično je i u svakodnevnom životu. Kada pada kiša, ako stojimo onda držimo kišobran okomito. Kada se krećemo, naginjemo kišobran prema naprijed u smjeru kretanja, da nam kiša ne smoči noge.
Zemlja se giba u snopu paralelnih zraka svjetlosti zvijezde (zvijezda je gotovo na beskonačnoj udaljenosti). Zemlja neprestano mijenja svoj smjer kretanja u odnosu na smjer svjetlosti zvijezde. Ako se pogleda primjer sa slike gore, Zemlja se giba prema izvoru svjetlosti u prosincu i odmiče se u smjeru svjetlosti u lipnju, pa nije potrebno naginjati teleskop za promatranje zvijezde. U ožujku i rujnu treba najviše naginjati teleskop (kut aberacije) da bi se zvijezda promatrala. Između ožujka i lipnja, na primjer, treba smanjivati kut naginjanja dalekozora, dok ponovno u lipnju dalekozor treba biti usmjeren direktno u zvijezdu.
Za vrijeme za koje svjetlost u ožujku prevaljuje put c • t, teleskop se okomito pomakne za put v • t. Najveći kut nagiba daje konstantu aberacije:
{\displaystyle \tan(k)={\frac {vt}{ct}}={\frac {v}{c}}}.
gdje je: k – konstanta aberacije, v – brzina kretanja Zemlje oko Sunca i c – brzina svjetlosti. Uzmemo li stvarne vrijednosti: v = 29.8 km/s i c = 299 792 km/s, dobivamo da je k = 20.5" (lučnih sekundi).
Zbog toga što je aberaciji svjetlosti povod godišnje gibanje Zemlje oko Sunca, ona se naziva još i godišnjom aberacijom. Dnevna aberacija, koja se javlja zbog Zemljine vrtnje oko vlastite osi, mnogo je manji učinak, ali još ipak mjerljiv.